# Johan Van Assche
Johan Van Assche (Sint-Agatha-Berchem, 4 januari 1956) is een Vlaams acteur en regisseur. Hij is sinds 1987 ook zakelijk leider van theatergezelschap De Tijd, en sinds 2001 artistiek directeur van de opleiding Acteren van het Koninklijk Conservatorium Antwerpen van de Artesis Plantijn Hogeschool Antwerpen, het voormalige Herman Teirlinck Instituut.

## Loopbaan
Van Assche volgde de theateropleiding bij Dora van der Groen aan het Koninklijk Vlaams Conservatorium in Antwerpen. Lucas Vandervost, Sam Bogaerts en hij waren de oprichters van 'Het Gezelschap Van De Witte Kraai', dat later zou opgaan in De Tijd. Sinds 1982 was hij docent toneel bij het Toneel Dora van der Groen aan het Conservatorium, waar hij vanaf 1995 coördinator werd en artistiek leider van het toneelgezelschap.
Hij speelde mee in een lange rij theaterstukken, waarvan hij er als regisseur ook een aantal ensceneerde, had rollen in een aantal films, waaronder De zaak Alzheimer, De Hel van Tanger en Oud België, en speelde mee in enkele televisieseries.
Hij speelde gastrollen in Heterdaad (Marco Beckers), Recht op Recht (brandexpert Francken in 2000, advocaat Theys in 2002), Flikken (ex van Nadine Vanbruane in 2002, Lucien Bulthé in 2008), Witse (Johan Vansina in 2004, meester Torfs in 2008) en Aspe (François Callewaert).

## Filmografie
- Interview met de geschiedenis (2023) Koning Boudewijn
- Onder Vuur (2022-2023) Mario Meersman
- The Serpent (2021) Otto Boeder
- De Dag (2018) Ivo De Rouck
- Beau Séjour (2017) Alexander Vinken
- Vermist (2016) André Vlaeminckx
- Professor T. (2015) Charles Delaplace
- De Behandeling (2014) Ivan Plettinckx
- Cordon (2014, 2016) Dr. Walter Cannaerts
- Zone Stad (2013) Michel Cosijns
- Salamander (2013) Cabinetschef Koning
- De Ridder (2013, 2014) Advocaat Jan Rubens
- Code 37 (2012) Meneer Van Hout
- The Spiral (2012) Hector d'Haese
- Het goddelijke monster (2011) Herman Deschryver
- Oud België (2010) burgemeester Robert
- Witse (2008) Meester Torfs, (2003) Johan Vansina
- Passages (2008) Viktor
- Flikken (2008) Lucien Bulthé, (2002) Ex van Nadine Vanbruane
- Aspe (2006) François Callewaert
- De Hel van Tanger (2006) Jean-Pierre Surdiacourt
- De zaak Alzheimer (2003) Commissaris François Van Parys
- De blauwe roos (2002)
- De zeven deugden
- Ongenade (1998)
- Jewish Boxing
- Kongo (1997)
- Off Mineur (1996)
- Tot ziens (1995) Journalist Brussel
- Niet voor publicatie David X Van Eycken (1995)
- Langs de kade (1993)
- Xenon (1984)
- Daar is een mens verdronken (1983)
- Het koperen schip (1982) Eric
- Ekster (1982) Rijkswachter
- De Gele Roos (1982) Bert
- Gloriant (1982) Gloriant
- Les Roues de la fortune (1981) Marti Van Ostraet
- Vrijdag (1981)
- De zuiverste nacht (1979)

## Theateroverzicht
- Pelleas en Melisande (1993-1994)
- De fantasten (1993-1995)
- Agathá (1994-1995)
- Drie zusters (1995-1996)
- Zand (1996-1997)
- Lucifer (1996-1997)
- Hamlet (1997-1998)
- Bérénice (1997-1999)
- Ceci n'est pas un portrait (1998-1999)
- The beauty queen of Leenane (1998-1999)
- Nacht, moeder van de dag (1999-2000)
- Zien/kijken (1999-2000)
- IJsberenrevue (1999-2000)
- Zomergasten (1999-2003)
- Bal van de Pompiers (2000-2001)
- Trilogie van het weerzien (2002-2005)
- Husbands & Wives (2002-2007)
- Emilia Galotti (2003-2005)
- De dood van Wallenstein (2003-2004)
- Peter Handke en de wolf (2004-2006)
- Zullen we het liefde noemen (2004-2005)
- Ziek van dood zijn (2005-2006)
- Opening Night (2005-2008)
- Elk wat wils. Iets van Shakespeare (2006-2007)
- Omdat het niet anders kan (2007-2008)
- Nietzsches tranen (2007-2008)
- Ziek van dood zijn (2008-2009)
- Alle mensen zijn sterfelijk (2008-2009)
- De man zonder eigenschappen I 2009-2010
- Opening Night (2010-2011)
- De man zonder eigenschappen I (2010-2011)
- Bloed & rozen (2010-2011)
- Onvoltooid verleden (2011-2012)
- Musil Marathon (2011-2012)
- nRUS (2011-2012)
- Opening Night (2011-2012)
- Bloed & rozen (2011-2012)

- Gemeinsame Normdatei: 1065340974
- International Standard Name Identifier: 0000 0001 3319 628X
- Library of Congress Control Number: no2015128477
- Virtual International Authority File: 313435076
- WorldCat: E39PBJbxyFyFyfbVhpdx66w6Kd